# 瀘定路
泸定路是中華人民共和國上海市普陀區一條南北走向道路，全長5.6千米，寬13米，分為兩段，北段北起怒江北路，南至真江路。南段北起金沙江路，南至威宁路。南北段以西虬江为隔。
道路名稱來自於四川省甘孜藏族自治州泸定县。道路始建於1956年，1980年代拓寬。沿途有上海市兒童醫院瀘定路院區。